# Länsväg 307
Länsväg 307 går sträckan Jättendal - Hassela. Den går inom Nordanstigs kommun i Gävleborgs län och är 37 km lång.
Vägen passerar nära eller genom tätorterna Jättendal, Bergsjö och Hassela.

## Anslutningar
- E4 vid Jättendal.
- Länsväg 305 i Hassela.

## Historia
Vägen har haft nummer 307 sedan år 1985 och var småväg innan dess.